# Shadow Moses (Metal Gear)
Shadow Moses è il nome dell'immaginaria isola-fortezza creata da Hideo Kojima e apparsa per la prima volta come ambientazione principale nel videogioco stealth Metal Gear Solid uscito su PlayStation nel 1998.

## Origini ed esistenza
L'isola di Shadow Moses si è formata in seguito all'eruzione di un vulcano sottomarino vicino ad Unimak, una delle isole Fox all'estremità orientale della catena delle isole Aleutine. Le dimensioni dell'isola sono sconosciute, ma Shadow Moses risulta troppo piccola anche solo per costruire una pista di atterraggio. La stabilità del luogo risulta compromessa, e ha portato il Gruppo intergovernativo sul cambiamento climatico anche a pensare che all'inizio degli anni 2010 le isole Fox potessero affondare, insieme a Shadow Moses, in seguito al cedimento dovuto all'attività crostale e all'innalzamento dei livelli del mare causato dal riscaldamento globale.

## Apparizioni

### Metal Gear Solid
Shadow Moses è divenuta un'isola-fortezza simile a Suomenlinna in seguito alla militarizzazione da parte degli Stati Uniti d'America e alla creazione di un impianto di smaltimento per armi nucleari nel 2002. Segretamente però, la base militare sull'isola funge da laboratorio scientifico e complesso per lo sviluppo di armamenti; inoltre la base ha una propria centrale elettrica e una fonderia, che la rendono autosufficiente.
Nel 2005 si verificò poi un evento sconvolgente noto come "Incidente di Shadow Moses": un giorno prima della rettifica degli accordi START, l'unità FOXHOUND delle forze speciali, capitanata da Liquid Snake, diede il via a una rivolta armata durante un'esercitazione di addestramento sull'isola, per chiedere al governo americano un riscatto in cambio della liberazione del capo della DARPA e del presidente di ArmsTech, che si trovavano sul posto per avere i dati dei testi di nuovo tipo di arma, il Metal Gear REX. Minacciarono inoltre di utilizzare questa terrificante arma per lanciare un attacco nucleare in Cina o in Russia, scatenando la terza guerra mondiale, se le loro richieste non fossero state soddisfatte nel giro di 24 ore. La situazione venne però salvata da Solid Snake, che sconfisse la squadra FOXHOUND, incluso Liquid Snake, e debilitò il Metal Gear REX, per poi fuggire in seguito dalla base militare.

### Metal Gear Solid 4: Guns of the Patriots
A seguito dell'incidente, dopo aver recuperato i materiali pericolosi dall'impianto di smaltimento nucleare, lo United States Army ha abbandonato il controllo dell'isola, lasciando la base militare e il laboratorio scientifico abbandonati a se stessi. Nove anni dopo l'incidente, Solid Snake torna sull'isola di Shadow Moses per infiltrarsi nuovamente nella base militare ormai dismessa ed impedire che Liquid Ocelot recuperi il cannone a rotaia del REX rimasto nell'impianto di ricerca, per poi usarlo per distruggere la rete neurale Sons of the Patriots. A differenza di nove anni prima, la missione di Snake fallirà e Liquid riuscirà nel recuperare l'arma.

## Shadow Moses nella cultura popolare e nell'immaginario collettivo
Come parte integrante dell'universo di Metal Gear, per ambientazione, eventi e fatti storici, Shadow Moses è stata inserita al 33º posto nella lista dei 50 migliori universi videoludici redatta da IGN.
Il gruppo musicale metalcore britannico Bring Me the Horizon ha dedicato una canzone a Metal Gear Solid intitolandola proprio Shadow Moses.
Nel 2014, Google Maps omaggiò Shadow Moses inserendo screenshot di Metal Gear Solid nel census-designated place di Nikolski in Alaska, non a caso nelle isole Fox.
Shadow Moses era anche il nome di un remake amatoriale di Metal Gear Solid, realizzato con l'Unreal Engine, ma mai completato in quanto Konami ne ha bloccato lo sviluppo nel 2016.